# EPIC 209286622
EPIC 209286622 — одиночная звезда в созвездии Близнецов на расстоянии (вычисленном из значения параллакса) приблизительно 6468 световых лет (около 1983 парсек) от Солнца.

## Характеристики
EPIC 209286622 — жёлтый карлик спектрального класса G. Масса — около 0,86 солнечной, радиус — около 0,82 солнечного. Эффективная температура — около 5538 K.

## Планетная система
В 2016 году командой астрономов, работающих с фотометрическими данными в рамках проекта Kepler-K2, было объявлено об открытии кандидата в планеты EPIC 209286622.01.